# اریج
اریج، روستایی از توابع بخش آسفیچ شهرستان بهاباد در استان یزد ایران است.این روستا مابین روستای ده عسکر و حسین آباد میباشد... این روستا دارای قلعه بسیار قدیمی میباشد که در حال تخریب است...

## جمعیت
این روستا در بخش آسفیچ قرار دارد و براساس سرشماری مرکز آمار ایران در سال ۱۳۸۵، جمعیت آن ۹۷ نفر (۲۹خانوار) بوده‌است.